# Massacre de Hungerford
O massacre de Hungerford foi um tiroteio em Hungerford, Inglaterra, Reino Unido, em 19 de agosto de 1987, quando Michael Ryan, de 27 anos, matou a tiros dezesseis pessoas, incluindo um policial desarmado e sua própria mãe, antes de atirar em si mesmo. Os tiroteios, cometidos com uso de revólver e dois fuzis semiautomáticos, ocorreram em diversos locais, inclusive em uma escola que ele já havia frequentado. Quinze outras pessoas também foram baleadas, mas sobreviveram. Nenhum motivo firme para os assassinatos jamais foi estabelecido. 
Um relatório sobre o massacre foi encomendado pelo secretário do Interior, Douglas Hurd. A Lei de Armas de Fogo (Emenda) de 1988 foi aprovada na sequência do incidente, que proíbe a posse de rifles semiautomáticos de fogo central e restringe o uso de espingardas com capacidade para mais de três cartuchos. Os tiroteios continuam sendo um dos incidentes com armas de fogo mais mortais da história britânica. 

## Autor do Crime
Michael Robert Ryan nasceu em 18 de maio de 1960 no Savernake Hospital em Marlborough, Wiltshire,  filho único de Alfred e Dorothy Ryan.  Seu pai, Alfred Henry Ryan, tinha 55 anos quando Michael nasceu. Ele havia trabalhado para uma agência do governo local como inspetor de construção e morreu de câncer em 1985 aos 80 anos.  A mãe de Ryan, Dorothy, era 19 anos mais nova que Alfred e trabalhava como uma merendeira da escola antes de trabalhar no Elcot Park Hotel como garçonete. Em abril de 1987, Ryan começou a trabalhar como operário trabalhando em trilhas e cercas perto do rio Tâmisa, a aproximadamente 32 km de Hungerford. Ele deixou o emprego em julho e voltou a solicitar o seguro-desemprego. 

### Posse de armas de fogo
Ryan recebeu uma licença (certificado) de uso espingarda em 2 de fevereiro de 1978 e, em 11 de dezembro de 1986, uma licença (certificado) de porte de arma de fogo permitindo a posse de duas pistolas.  A licença só permitia que Ryan usasse as armas em alcances aprovados; seu requerimento declarava que ele os usaria em uma instalação de tiro ao alvo em Abingdon  e ele era membro de um clube de rifle em Devizes.   
Mais tarde, ele solicitou que o certificado fosse alterado para cobrir uma terceira pistola, pois pretendia vender uma das duas que havia adquirido desde a concessão do certificado (um revólver, Smith & Wesson, calibre 38) e comprar mais dois revólveres. Isso foi aprovado em 30 de abril de 1987. Em 14 de julho, ele solicitou outra variação, para cobrir dois rifles semiautomáticos, que foi aprovado em 30 de julho. Na época do massacre, ele estava licenciado para possuir oito armas de fogo, que comprou entre 17 de dezembro de 1986 e 8 de agosto de 1987: 
- Pistola Beretta, 9mm.
- Espingarda larga.
- Espingarda Browning.
- Pistola Bernardelli .22.
- Pistola autocarregável .32 ACP CZ ORSO.
- Rifle semiautomático Norinco Tipo 56 7,62×39mm.
- Carabina M1 .30 rifle. [4]

Ryan usou a pistola Beretta, a Norinco e a carabina no massacre. A pistola CZ estava sendo consertada por um traficante na época, e ele havia vendido a Bernardelli pouco antes do tiroteio.  A arma Norinco foi comprada do negociante de armas de fogo Mick Ranger.  Ryan mostrou algumas de suas armas de fogo – assim como dispositivos explosivos improvisados – para seus colegas de trabalho. Além de sua prática de tiro ao alvo em locais legítimos, Ryan usou as armas contra uma grande placa de trânsito no cruzamento das vias M4 com a A338. 

### Saúde
Após a morte de Ryan, sua saúde mental foi analisada. John Hamilton, o diretor médico do Broadmoor Hospital, afirmou que "Ryan provavelmente estava sofrendo de esquizofrenia aguda. Ele pode ter tido um motivo para fazer o que fez, mas provavelmente seria bizarro e peculiar para ele: "Jim Higgins, um psiquiatra forense consultor, suspeitou que Ryan era psicótico, descrevendo como "o matricídio é o crime esquizofrênico".  Um psicólogo no documentário The Hungerford Massacre, da BBC One, descreveu como Ryan tinha "raiva e desprezo pela vida cotidiana". 

## Tiroteio

### Wiltshire
O primeiro tiroteio ocorreu na Floresta Savernake em Wiltshire, 11 km a oeste de Hungerford. Às 12h30, Susan Godfrey, de 35 anos, e seus dois filhos em idade pré-escolar chegaram à área de Burghfield Common, perto de Reading, para um piquenique em família.  Ryan, abertamente armado, abordou a família e Susan colocou as crianças em seu carro. Depois de sequestrá-la sob a mira de uma arma, Ryan caminhou com Godfrey cerca de 70 a 90 metros em direção à floresta. Ele havia colocado uma folha de chão; um relatório policial identificou a possibilidade de Ryan ter a intenção de estuprar Godfrey.  Ryan atirou 13 vezes nela, e seu corpo foi encontrado a aproximadamente 10 metros do solo; não havia nenhuma evidência de agressão sexual. Os filhos de Godfrey foram encontrados por uma mulher caminhando na floresta. 
Ryan deixou a floresta e dirigiu para o leste na Rua A4, parando para abastecer seu carro e uma lata de gasolina no posto de gasolina Golden Arrow em Froxfield. Depois que outro cliente da estação saiu, Ryan atirou no caixa do pátio. Ele entrou na loja e tentou atirar nela à queima-roupa; isso falhou quando sua arma aparentemente emperrou. Ele saiu do posto de gasolina e o caixa ligou para a polícia; esta ligação foi precedida por outra ligação de emergência, possivelmente de um cidadão que acreditou ter visto um assalto à mão armada no posto de gasolina. A Polícia de Thames Valley enviou três viaturas ao longo da Rua A4 para investigar.

### Hungerford

#### Ruas South View e Fairview
Depois de deixar Froxfield, Ryan voltou para sua casa em South View, Hungerford, Berkshire. Chegando lá pouco depois das 12h45, ele foi visto por vizinhos que o descreveram como parecendo chateado. Logo após entrar em sua casa, uma das testemunhas ouviu tiros; Ryan atirou nos dois cachorros da família.  Ele saiu de casa com equipamentos como munição, equipamento de sobrevivência e um colete à prova de balas. Ele não conseguiu ligar o carro e, em vez disso, voltou para casa e incendiou a sala com a gasolina que comprou em Froxfield;  o incêndio resultante destruiu a casa e três propriedades adjacentes.  
Saindo de sua casa, ele se dirigiu para o leste em South View em direção aos campos de esportes da escola.. No caminho, ele atirou e matou dois de seus vizinhos, Roland e Sheila Mason.  Lisa Mildenhall, de quatorze anos, que também morava nas proximidades, ouviu o barulho e foi ver o que era; Ryan atirou quatro vezes nas pernas dela.  Ela procurou os primeiros socorros de sua mãe e outro morador próximo e sobreviveu.  Ryan foi repreendido por Dorothy Smith, de 77 anos, por "assustar todo mundo até a morte" por fazer barulho, embora ele não tenha atirado nela.  Ryan então feriu Marjorie Jackson, uma das pessoas que o viram chegar em casa, nas costas. Ela telefonou para seu amigo George White pedindo ajuda e pediu-lhe que fosse buscar seu marido Ivor no trabalho em Newbury. 
Depois dos campos de esporte, Ryan entrou no pátio comum da cidade. Ele atirou e matou Kenneth Clements, de 51 anos, que estava passeando com seu cachorro com sua família; a família escapou sem ferimentos.  Nesse momento, aproximadamente às 12h50, a polícia vinculou o incidente em Froxfield às muitas ligações recebidas em Hungerford e, em vez disso, concentrou-se em South View. Ryan voltou para South View, e os primeiros policiais a chegar visaram fechar ambas as vias da estrada para conter um possível atirador. Esses policiais estavam desarmados e, quando Ryan viu a resposta da polícia, atirou em um dos policiais, o policial Roger Brereton, no peito. Brereton, que estava em seu carro patrulha, colidiu com um poste telegráfico. Às 12h58, Ryan atirou e o matou enquanto ele usava seu rádio para relatar um atirador ativo. 
Ainda em South View, Ryan atirou em seguida em Linda Chapman e sua filha Alison, que tinham acabado de entrar na pista em seu Volvo. Ambos foram atingidos, embora Linda tenha conseguido tirar o carro da estrada.  Em seguida, Ryan abriu fogo contra Linda Bright e Hazel Haslett em uma ambulância que estava respondendo às chamadas ao número da polícia (999) em South View. Bright e Haslett escaparam sem ferimentos graves.  Depois disso, dois dos colegas de Brereton protegendo a extremidade leste de South View encontraram Robert, filho de Kenneth Clements, que os informou que o atirador havia continuado para o oeste em South View. A caminho do local, Ryan atirou nos policiais; um se abrigou em uma casa e o outro - com Robert Clements - atravessou o comum em segurança. Às 13h12, este policial comunicou-se pelo rádio para solicitar apoio da Unidade Tática de Armas de Fogo (TFU) da Polícia de Thames Valley, tendo visto as armas de fogo que Ryan estava usando. A unidade estava em um exercício de treinamento a cerca de 60 km de Hungerford e não conseguiria responder até às 14h20.  O oficial, Jeremy Wood, montou um posto de comando improvisado no comum, a aproximadamente 500 metros de South View. 
Em seguida, Ryan atirou em George White, que havia retornado de Newbury depois de buscar o marido de Marjorie Jackson, Ivor, no trabalho. Dirigindo seu Toyota para South View, Ryan atirou e matou White instantaneamente e causou ferimentos graves em Ivor Jackson, que fingiu estar morto e sobreviveu aos ferimentos.  Ryan então caminhou até a junção  das Ruas  South View e Fairview, onde atirou e matou Abdul Khan, de 84 anos,  que estava cuidando de seu jardim.  Depois de atirar e ferir um pedestre na Rua Fairview, Ryan voltou para o parque. Um dos policiais presentes, Bernard Maggs, fez outra ligação para o 999, mas a essa altura a rede telefônica havia atingido sua capacidade. Em South View, a mãe de Ryan, Dorothy, voltou em seu carro para vê-lo armado; ela gritou para ele parar antes que ele atirasse nela quatro vezes com sua Beretta, duas vezes à queima-roupa.  Ao se dirigir para o comum, um morador de uma rua paralela gritou com Ryan para "pare com esse barulho"; ele respondeu atirando na virilha dela.  Às 13h18, o policlal  Wood foi acompanhado por dois policiais armados no posto de comando no comum. Dois minutos depois, eles viram Ryan nas Terras Recreativas do Memorial de Guerra. 

#### Hungerford Common e centro da cidade
Perto das Terras Recreativas do Memorial de Guerra, Ryan atirou em Francis Butler, de 26 anos, enquanto passeava com seu cachorro. Nesse ponto, ele descartou a carabina, inutilizada desde o bloqueio em Froxfield.  Uma testemunha prestou os primeiros socorros a Butler, mas ele morreu antes da chegada de uma ambulância. 
Em seguida, Ryan atirou, mas errou, o adolescente Andrew Cadle, que estava em sua bicicleta.  Ao chegar a Travessa Bulpit, Ryan matou o motorista de táxi Marcus Barnard, que estava a caminho de casa para ver a família entre as corridas.  Ryan seguiu para o norte na Avenida Priory, onde atirou e feriu John Storms, que estava estacionado em sua van.  A essa altura, a polícia havia criado desvios nas estradas e algumas das vítimas de Ryan eram motoristas afetados por essas mudanças de rotas.  Douglas e Kathleen Wainwright, visitando seu filho na Avenida Priory, foram forçados a se aproximar do sul, onde Ryan estava. Aproximadamente 100 metros de seu destino, Ryan atirou em Douglas e feriu Kathleen antes de atirar não fatalmente em dois outros motoristas. Uma van entrou na Avenida Priorye os ocupantes - Eric Vardy e Stephen Ball - foram alvejados; Vardy foi morto. 
Às 13h30, Ryan dirigiu-se para sudoeste em direção a Rua Priory, atirando nas casas ao passar por elas.  Usando a Beretta, ele atirou em um carro que passava e feriu fatalmente a motorista, Sandra Hill, de 22 anos. 
Depois de atirar em Hill, Ryan abriu caminho para uma casa mais adiante na Rua Priory e atirou nos ocupantes, Jack Gibbs, de 66 anos, e sua esposa Myrtle, de 62 anos. Jack foi morto instantaneamente e Myrtle morreu dois dias depois no Hospital Princess Margaret em Swindon.  Da casa, Ryan atirou nas casas vizinhas e feriu os ocupantes.  Ryan continuou na direção sul na Rua Priory, onde atirou uma vez em um carro dirigido por Ian Playle, de 34 anos, que foi mortalmente atingido no pescoço. Sua esposa e seus dois filhos escaparam dos ferimentos; Playle morreu na enfermaria Radcliffe em Oxford dois dias depois. 
Às 13h45, o helicóptero da polícia chegou e transmitiu avisos ao público.  Um residente de Hungerford ouviu o aviso antes de ir para a Rua Priory para ver seus netos; ele os levou para um local seguro antes de levar um tiro não fatal no ombro e no olho.  Ryan continuou a sudeste na Rua Priory, atirando em uma casa antes de chegar à Escola John O'Gaunt. 

### Suicídio
Ryan foi visto se aproximando da escola onde havia sido aluno, embora sua localização exata após aproximadamente 13h50 fosse desconhecida.  Nesse ponto, a Unidade Tática de Armas de Fogo (TFU) estava perto dos jardins e casas na área antes de cercar a escola por volta das 16h.  Às 16h40, eles ouviram um tiro dentro de um prédio escolar e mais policiais foram ao local; a polícia viu Ryan pela primeira vez na escola às 17h26, pouco depois de ele ter jogado seu Norinco pela janela do terceiro andar. 
Ryan começou a conversar com um sargento da  Unidade Tática de Armas de Fogo (TFU) e os informou sobre seu arsenal e munição, alegando que tinha uma granada e também a Beretta.  Ele disse que não sairia do prédio até que a polícia o informasse sobre o bem-estar de sua mãe e afirmou que "Hungerford deve estar uma bagunça".  O sargento disse que entendeu Ryan quando afirmou que a morte de sua mãe foi "um erro"; Ryan teria respondido: "Como você pode entender? Eu gostaria de ter ficado na cama." Mais tarde, ele gritou: "É engraçado. Matei todas aquelas pessoas, mas não tenho coragem de explodir meus próprios miolos." Às 18h52, após alguns minutos de silêncio, ouviu-se um tiro abafado vindo do prédio da escola; Posteriormente, Ryan não respondeu à polícia. Pouco depois das 20h, policiais armados entraram em uma sala de escola barricada para encontrar Ryan abaixo da janela com um tiro na têmpora direita. 

## Resposta da polícia
A resposta da polícia deu-se por dois sargentos e doze policiais e, na manhã de 19 de agosto de 1987, a cobertura de serviço da seção consistia em um sargento, dois policiais de patrulha e um oficial de serviço da estação. Vários fatores dificultaram a resposta da polícia: 
- A central telefônica não conseguiu atender o número de 999 ligações feitas por testemunhas.
- O esquadrão de armas de fogo do Vale do Tamisa estava treinando a 64 km de distância.
- O helicóptero da polícia estava em reparo, embora tenha sido implantado.
- Apenas duas linhas telefônicas funcionavam na delegacia local, que estava em reforma. [10]

## Relatório oficial
O Relatório Hungerford foi encomendado pelo Ministro do Interior, Douglas Hurd, ao Chefe da Polícia do Vale do Tamisa, Colin Smith. A coleção de armas de Ryan foi legalmente licenciada, de acordo com o Relatório. A Lei de Armas de Fogo (Emenda) de 1988,  que foi aprovada na sequência do massacre, proíbe a posse de rifles semiautomáticos de fogo central e restringe o uso de espingardas com capacidade para mais de três cartuchos. 

## Notoriedade
O massacre de Hungerford permanece, junto com o massacre da escola de Dunblane em 1996 e os tiroteios em Cumbria em 2010, um dos tiroteios em massa mais mortíferos do Reino Unido.  Nos dias que se seguiram ao massacre, os tabloides britânicos estavam repletos de histórias sobre a vida de Ryan; biografias afirmavam que ele tinha um fascínio quase obsessivo por armas de fogo, assistia a vídeos violentos  e possuía revistas sobre habilidades de sobrevivência e armas de fogo, incluindo Soldier of Fortune.